# 郏县文庙
33°58′8.51″N 113°12′30.75″E / 33.9690306°N 113.2085417°E
郏县文庙位于中华人民共和国河南省平顶山市郏县南街，于金泰和六年（1206年）建为官方文庙，历史上屡遭兵燹，曾先后修建十一次。郏县文庙现存建筑22栋71间，为左学右庙建制，既是郏县的学宫，又是孔子的专祀庙宇，2006年被公布为第六批全国重点文物保护单位。

## 主要建筑

### 大成殿
大成殿面阔五间，进深三间，为单檐歇山式建筑，覆绿色琉璃瓦顶。檐下施斗拱，雕刻有纹饰。额枋挂落以及格扇等处均有浮雕或透雕的人物、花鸟、日月、云气、车马、家具等。前檐四根木柱通体透雕盘龙，柱头刻虎首。

### 文奎楼
文奎楼又名奎星楼、八卦阁、文昌阁，位于大成殿东南隅，始建于明万历七年（1579年），清乾隆二十四年（1759年）重修。文奎楼为八角形，建在红石砌成的方形平台之上，分上下两层，为重檐八角攒尖顶，楼顶以绿、灰瓦覆盖，脊刹上叠置四枚鎏金宝瓶。檐下施五踩单翘单昂斗拱，置八根红石柱撑起楼檐。楼内设有梯子，可至上层。壁上有五个圆窗，楼门朝南，内壁嵌有碑石四块，保存完好。

## 图集

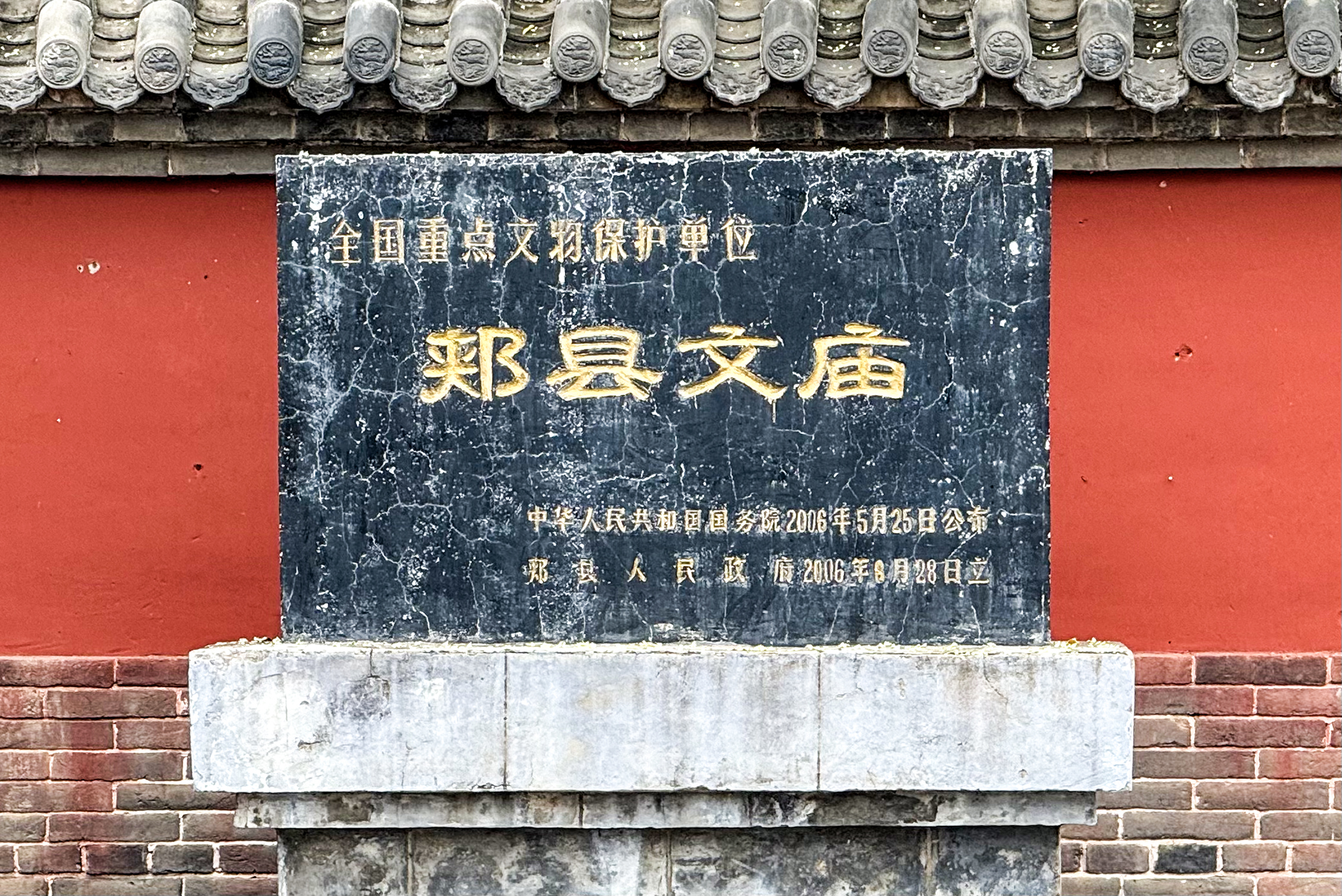
全国重点文物保护单位标识牌
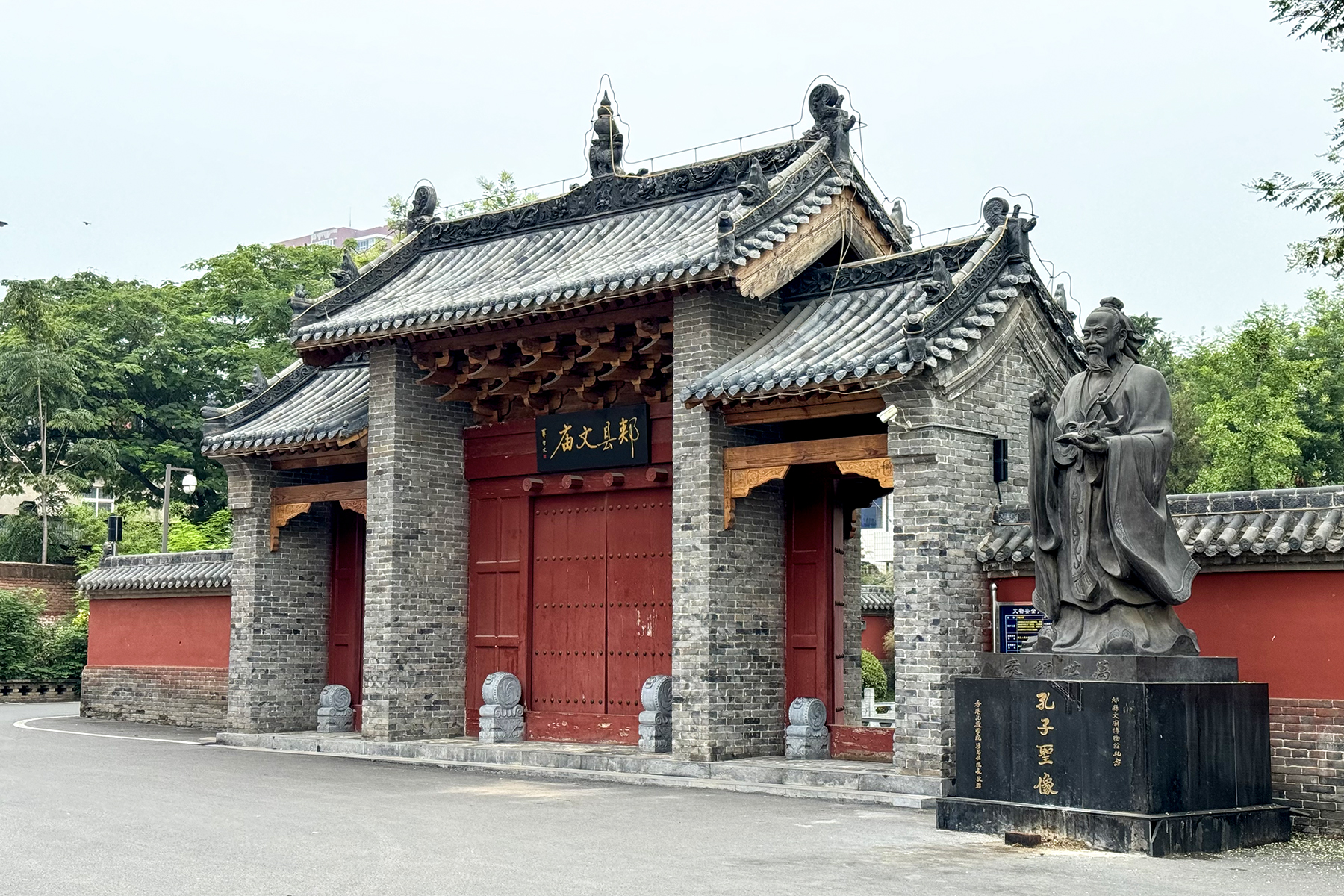
近年新建的正门及孔子像
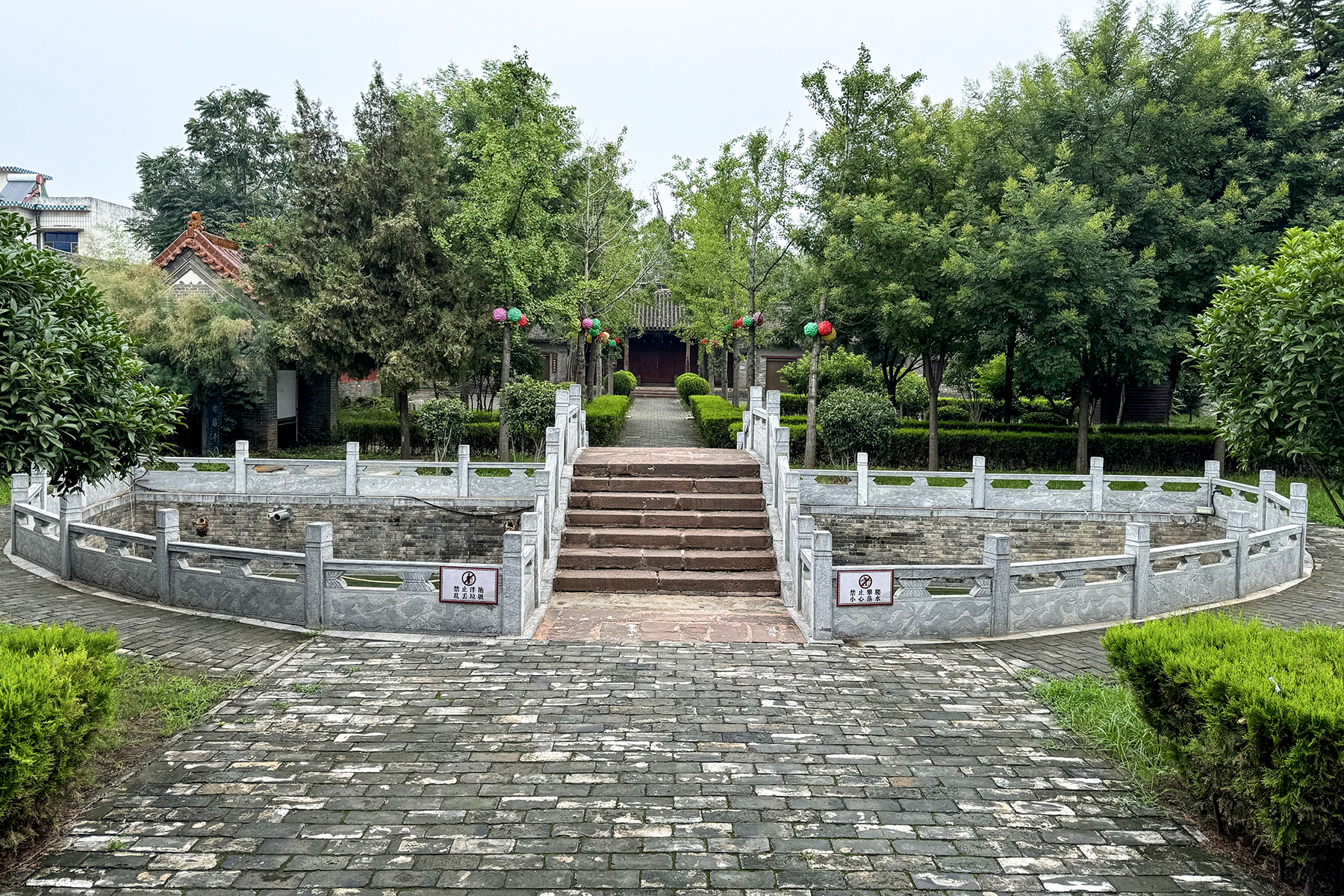
泮池
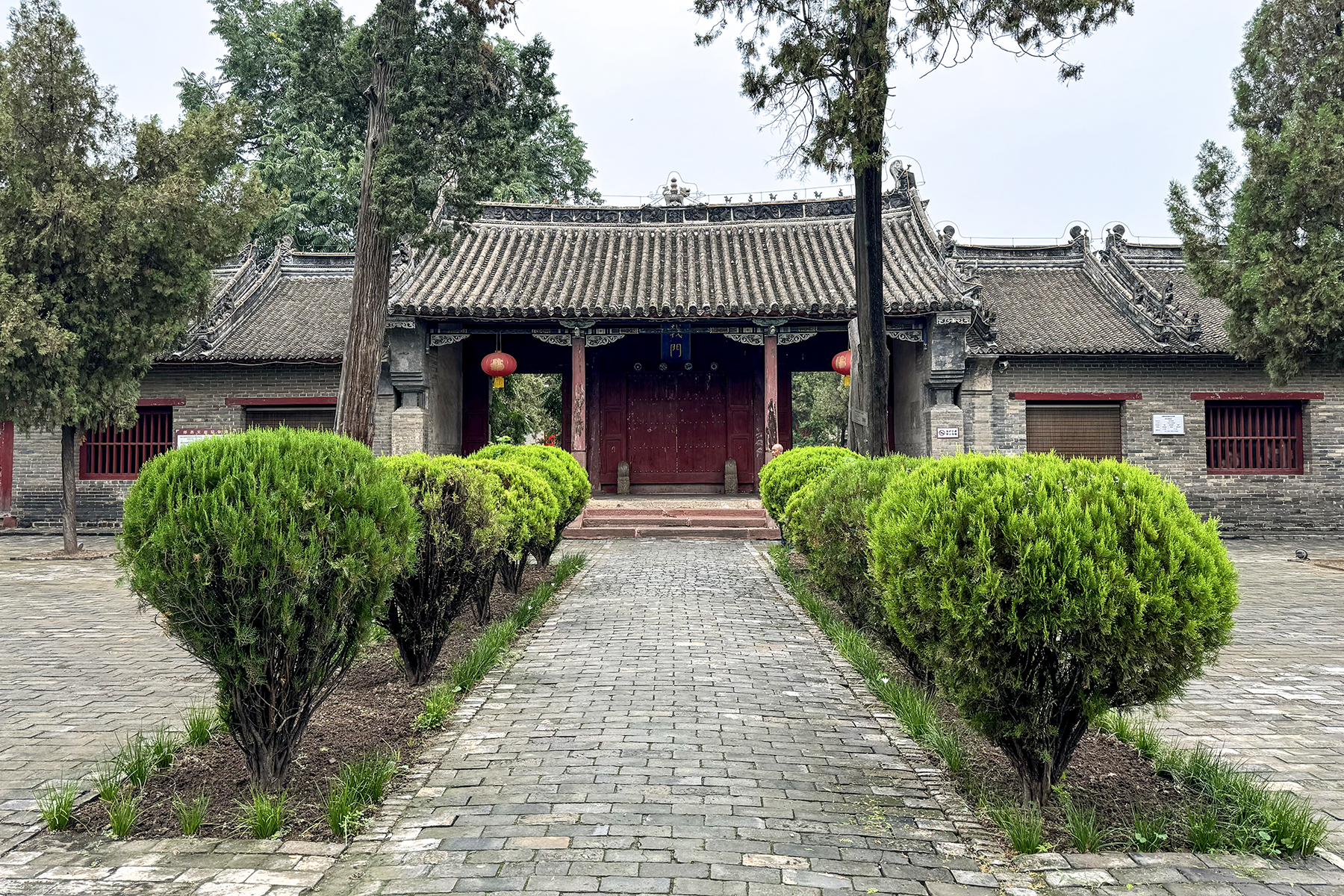
戟门
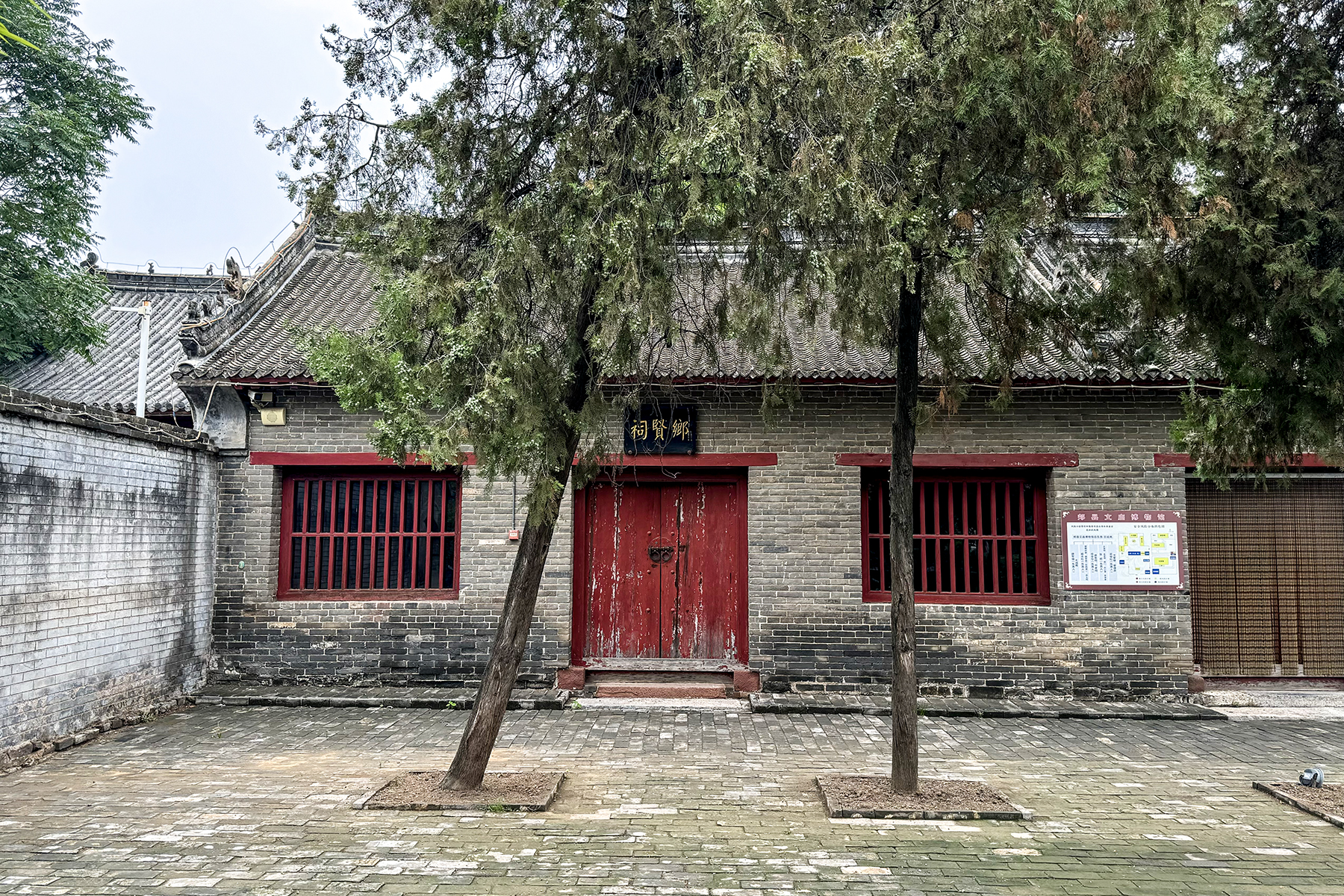
戟门西侧的乡贤祠
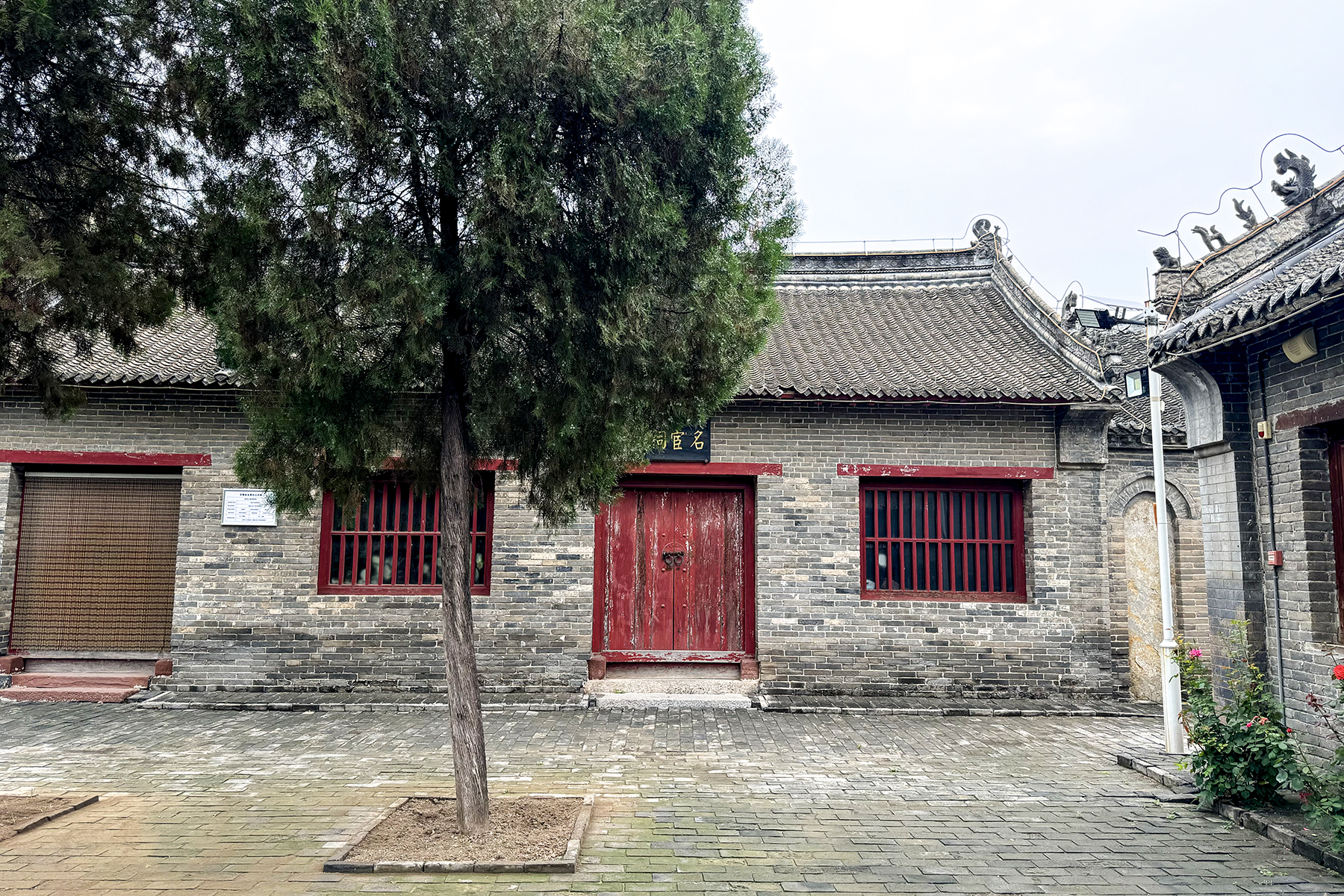
戟门东侧的名宦祠
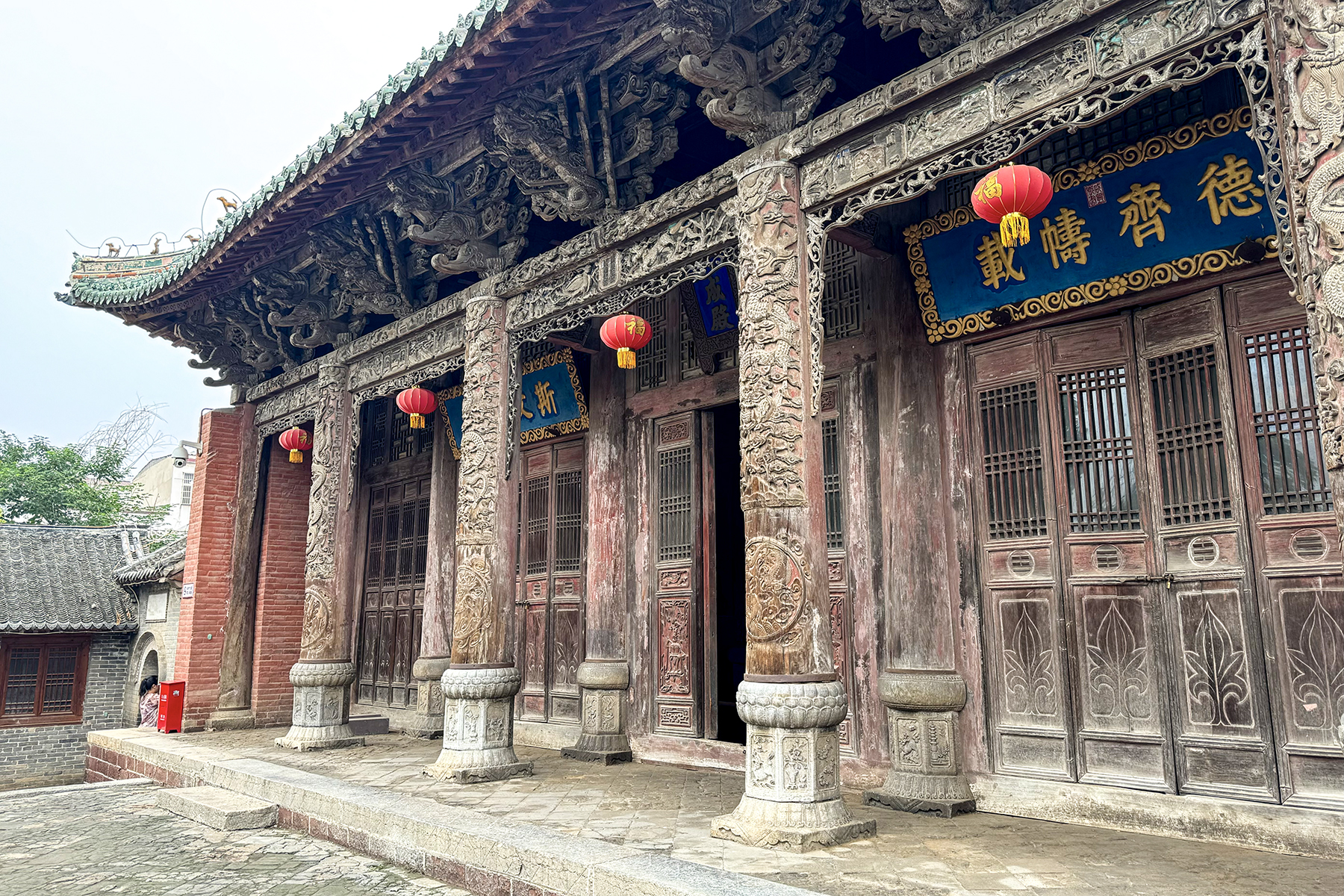
大成殿立柱上的雕刻
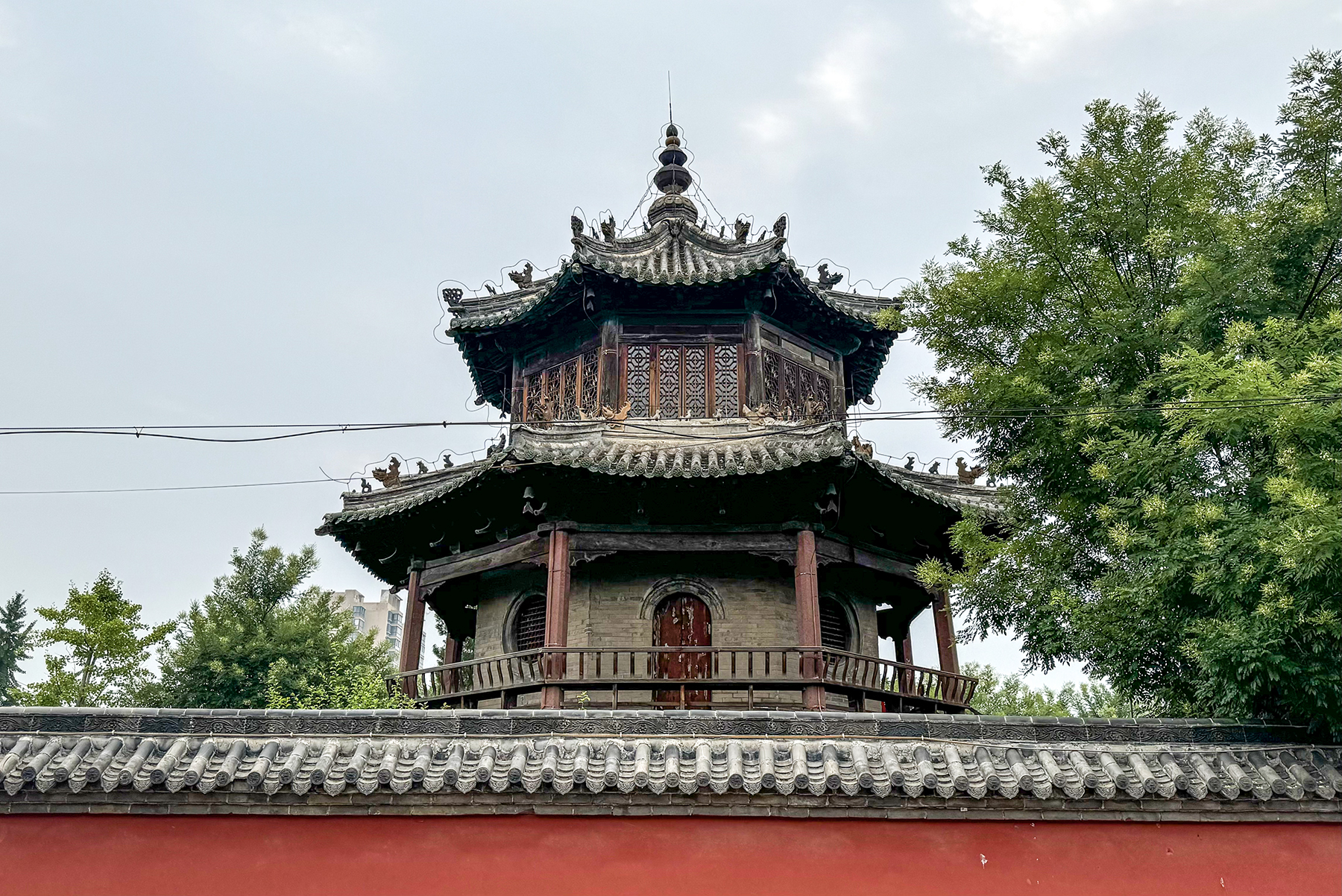
文奎楼